# 12514 Schommer
12514 Schommer è un asteroide della fascia principale. Scoperto nel 1998, presenta un'orbita caratterizzata da un semiasse maggiore pari a 2,5479070 UA e da un'eccentricità di 0,1661616, inclinata di 5,30884° rispetto all'eclittica.